# Самерсет (Мериленд)
Самерсет (енгл. Somerset) град је у америчкој савезној држави Мериленд.

## Демографија
По попису из 2010. године број становника је 1.216, што је 92 (8,2%) становника више него 2000. године.
| Група             | 2000.         | 2010.         |
| Белци             | 1.031 (91,7%) | 1.066 (87,7%) |
| Афроамериканци    | 10 (0,9%)     | 9 (0,7%)      |
| Азијати           | 38 (3,4%)     | 47 (3,9%)     |
| Хиспаноамериканци | 33 (2,9%)     | 58 (4,8%)     |
| Укупно            | 1.124         | 1.216         |